# Рокіткі (Битівський повіт)
Рокіткі (пол. Rokitki, нім. Klein Rakitt) — село в Польщі, у гміні Чарна Домбрувка Битівського повіту Поморського воєводства.
Населення — 122 особи (2011).
У 1975-1998 роках село належало до Слупського воєводства.

## Демографія
Демографічна структура станом на 31 березня 2011 року:
|          | Загалом | Допрацездатний вік | Працездатний вік | Постпрацездатний вік |
| -------- | ------- | ------------------ | ---------------- | -------------------- |
| Чоловіки | 69      | 15                 | 49               | 5                    |
| Жінки    | 53      | 6                  | 37               | 10                   |
| Разом    | 122     | 21                 | 86               | 15                   |